# Cromistes
Les cromistes (Chromista) són un tàxon ja en desús dels eucariotes que havia estat considerat un regne independent. El grup inclou totes les algues amb cloroplasts que contenen les clorofil·les a i c, així com diverses espècies sense acolorir íntimament relacionades amb elles. Aquests estan envoltats per quatre membranes que se suposa que han estat adquirits d'un rodòfit.
El nom de cromistes va ser introduït per Cavalier-Smith el 1981; els noms anteriors de cromòfits i cromobionts es refereixen aproximadament al mateix grup. Els arbres moleculars han tingut alguns problemes a l'hora d'establir les relacions entre els tres grups dels cromistes (heteroconts, haptòfits i criptòfits). Ara s'està establint la idea que és un tàxon parafilètic amb els alveolats.